# لکسوس ای‌اس
لکسوس ای‌اس (Lexus ES) مجموعه خودروهایی هستند که از سال ۱۹۸۹ تاکنون در شش نسل در سه کلاس کامپکت، متوسط و لوکس در کشور ژاپن تولید شده‌است.
تمامی خودروهای این شش نسل دارای موتورهای وی شکل شش سیلندر (V6) بوده و گیربکس 6 سرعته اتوماتیک در این خودرو سامانه تولید و انتقال نیروی محرکه آن‌ها به صورت موتور جلو-محور جلو بوده‌است.